# Xanthoparmelia subsorediata
Xanthoparmelia subsorediata är en lavart som beskrevs av Hale. Xanthoparmelia subsorediata ingår i släktet Xanthoparmelia och familjen Parmeliaceae.   Inga underarter finns listade i Catalogue of Life.